# Podujevo
Podujevo (serb. Подујево / Podujevo, alb. Podujevë, Podujeva lub Besiana) – miasto w północno-wschodnim Kosowie (region Prisztina); 38,6 tys. mieszkańców (2005). Burmistrzem miasta jest Ilaz Pireva. Ósme co do wielkości miasto kraju.

## Masakry i ataki terrorystyczne
W 1999 roku w mieście serbscy bojownicy popełnili masakrę, w wyniku której zginęło 14 osób, a 5 zostało rannych (w tym m.in. Saranda Bogujevci).
W 2001 w okolicy Podujeva miał miejsce atak terrorystyczny na autobus wiozący do Kosowa grupę Serbów. Zginęło w nim 12 osób, zaś 40 zostało rannych.